# Ангел Господній
Ангел Господній (лат. Angelus Domini) — традиційна католицька молитва, що прославляє Благовіщення Діви Марії і втілення Ісуса Христа. Залежно від місцевих звичаїв молитву читають вранці, в полудні та ввечері, з винятком пасхального періоду, коли належить відмовляти Regina Caeli.
Звичай читати молитву існував вже в першій половині ХІІІ століття, заведений був францисканцями. Вони читали молитву під час вечірнього дзвоніння, котре давало знак про необхідність загасити вогні у всіх обійстях. Пізніше дзвоніння стало знаком про час молитви Ангел Господній у цілому західному християнстві. Звичай молитви у полудень запровадив у 1456 році папа Калікст ІІІ, щоб випросити у Марії порятунку для обложеного турками Белграду, котрий був останньою дунайською твердинею на дорозі до серця Європи.
Традиція папської молитви триває і по сьогоднішній день, читається щонеділі на площі святого Петра у Ватикані та пов'язана з короткою проповіддю та благословенням. 24 лютого 2013 року папа Бенедикт XVI прочитав свій останній Ангелус перед тим, як покинути папський престол, а вже 17 березня 2013 свій перший Ангелус прочитав папа Франциск.

## Текст молитви українською мовою
|  | Ангел Господній благовістив Марії, І Вона зачала від Святого Духа. Радуйся, Маріє, благодаті повна, Господь з тобою. Благословенна ти між жінками, і благословенний плід лона твого, Ісус. Свята Маріє, Мати Божа, молись за нас, грішних, нині і в годину смерті нашої. Амінь. Ось я, слугиня Господня, Нехай зі мною станеться по Твоєму слову. Радуйся, Маріє, благодаті повна, Господь з тобою. Благословенна ти між жінками, і благословенний плід лона твого, Ісус. Свята Маріє, Мати Божа, молись за нас, грішних, нині і в годину смерті нашої. Амінь. І Слово стало Тілом, І оселилося між нами. Радуйся, Маріє, благодаті повна, Господь з тобою. Благословенна ти між жінками, і благословенний плід лона твого, Ісус. Свята Маріє, Мати Божа, молись за нас, грішних, нині і в годину смерті нашої. Амінь. Молися за нас, Пресвята Богородице Діво, Щоб ми удостоїлись обітниць Христових. Молімося: Просимо Тебе, Господи, наповни нас Своєю благодаттю, щоб ми, пізнавши через Ангельське Благовіщення пізнали Втілення Христа, Сина Твого, через Його страждання і хрест осягнули славу Воскресіння. Через Того ж Христа, Господа нашого. Амінь. |

## Дивись також
- Ave Maria
- Благовіщення